# 满洲制铁
满洲制铁株式会社是1944年满洲国设立的垄断东北钢铁生产的“特殊法人”。

## 历史
满洲国的战时经济发展到1944年初，暴露出煤炭严重不足为主因导致的钢铁生产危机。为了集中使用原料、技术和设备，日满当局决定将昭和製鋼所、本溪湖煤铁公司、东边道开发株式会社合并成立满洲制铁株式会社，资本74000万滿洲國圓。1944年4月1日正式运营。1944年昭和製鋼所（滿洲製鐵鞍山本社）生铁产量由上一年的130万吨下降到78.4万吨、本溪湖煤铁公司生铁产量为37万吨，仅及计划量的三分之一、东边道开发株式会社还处于修建阶段。
1945年8月日本战败投降，满洲制铁株式会社解体。